# Cowichan

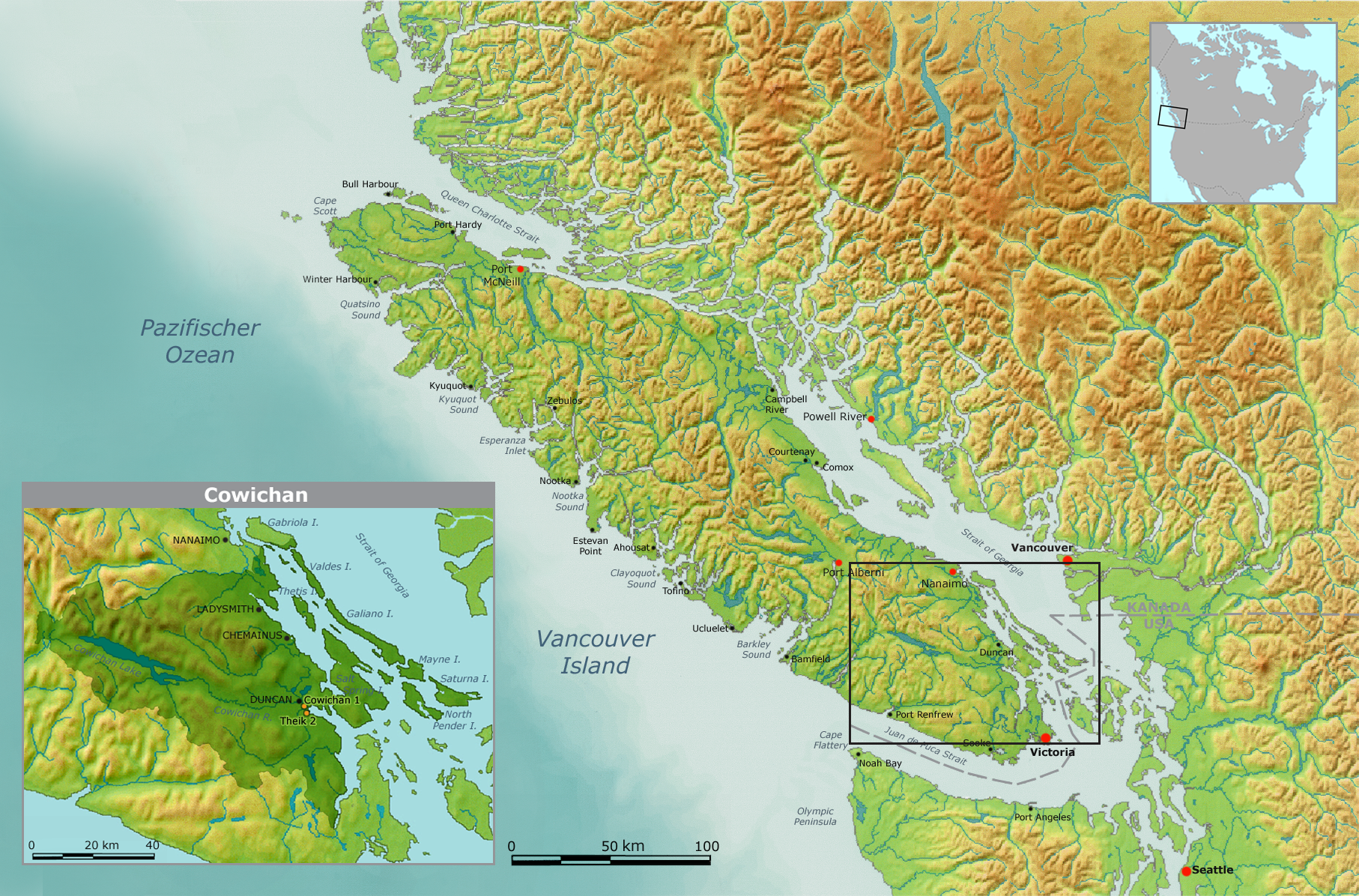
Traditionelles Territorium der Cowichan Tribes und die größten heutigen Reservate

Die Cowichan Tribes (Halkomelem: Quw’utsun Mustimuhw / Quw’utsun Hwulmuhw – „Volk des warmen Landes“) bzw. Cowichan First Nation des Cowichan Valley sind mit aktuell über 5.000 Stammesmitgliedern die bevölkerungsreichste First Nation in der kanadischen Provinz British Columbia. Sie leben an der Ostküste von Vancouver Island bei Duncan und sprechen/sprachen den „Hul'qumi'num (Island)“-Dialekt, einen der drei Dialekte des Halkomelem (korrekter: Halq'emeyleqel, die Endung -qel oder -eqel bedeutet wörtlich „von im Hals“ bzw. Halq'eméylem Sqwélte – „Halkomelem-Sprache“), einer Sprache des Küsten-Sahlish. Sie dürfen jedoch nicht mit den Lake Cowichan verwechselt werden, die eine Südliche Wakashan-Sprache sprachen.
Allgemein werden alle Halkomelem-sprachigen Ethnien (die „Cowichan Tribes (Quw'utsun Mustimuhw)“ des Cowichan Valleys auf Vancouver Island, die den Hunquminum (Downriver)-Dialekt-sprechenden „Musqueam (Xwməθkwəy̓əm/X'Muzk'I'Um)“ im Mündungsgebiet und am Unterlauf des Fraser River und die den Halqemeylem (Upriver)-Dialekt-sprechenden „Stó:lō“ am Oberlauf des Fraser River) kulturell den Küsten-Salish und damit zum nordwestlichen Plateau-Kulturareal gerechnet, jedoch hatten die „Stó꞉lō (Lower Fraser Salish)“ viele kulturelle Merkmale der direkt östlich im Binnenland auf der Hochebene lebenden benachbarten First Nations, z. B. der Nlaka'pamux (früher Thompson River Indianer bzw. Thompson River Salish genannt), übernommen und ähnelten in ihrer Lebensweise daher den benachbarten Binnen-Salish, die dem nordwestlichen Plateau-Kulturareal zugerechnet werden.
Mittels des Indian Act wurden acht ursprünglich zwar verwandte jedoch unabhängige Siedlungsgruppen (oft Bands genannt) in eine einzige „Band“ bzw. „First Nation“ zusammengeführt: die „Kw'amutsun/Kwa'mutsun (Quamichan)“ ("Volk von Kwa'mutsun / Kwa'mutsus, d. h. von Quamichan") als die größte Gruppe, die „Qwum'yiqun'/Qw’umiyiqun (Comiaken)“, die „Hwulqwselu/Xwulqw'selu (Koksilah)“ ("Volk von Xwulqw'selu / Hwulqwselu, d. h. von Koksilah"), die „S'amuna'/S-amuna' (Somena)“ ("Volk von S-amuna', d. h. von Somenos (Duncan)"), die „L'uml'umuluts/Lhumlhumuluts’ (Clemclemluts/Clem Clemluts)“ ("Volk von Lhumlumluts' / lhumlhumuluts', d. h. von Clem Clem (Duncan)"), die „Hinupsum/Xinupsum (Khenipsen)“ ("Volk von Xinupsum / Hinupsum, d. h. von Green Point (Duncan)"), die „Tl'ulpalus/Tl'ulpalus Hwulmuhw (Kilpalus/Cowichan Bay)“ ("Volk von Tl’ulpalus/Kilpalus, d. h. der  Cowichan Bay") und die „T'aa'ka (Taitka)“ ("Ort mit vielen Salal Berries", größtenteils heute Teil der Lyackson First Nation).
Die den „Cowichan Tribes“ sprachlich-kulturell am nächsten verwandten First Nations/Stämme sind die ebenfalls den „Hul'qumi'num (Island)“-Dialekt sprechenden Stz'uminus (vormals: Chemainus) ("Volk vom Ort der gebissenen Brust, d. h. der Kulleet Bay"), Penelakut (Puneluxutth/Spune'luxutth' Mustimuhw) (auch: Peneluxuthh' ; "Volk von Penálexet auf Penelakut Island (Kuper Island)), Halalt ("Volk von Xeláltxw, d. h. der Siedlung der "markierte/bemalten Häuser"), Lyackson (Laayksen Mustimuhw) ("Volk von Laayksen, d. h. vom Ort der Douglasien"), die Snuneymuxw ("Volk von Snuneymuhw, d. h. von Nanaimo"), die Nanoose (Snuw'nuw'us/Snaw'naw'as Mustimuxw) ("Volk der Nanoose Bay", ursprünglich eine Siedlungsgruppe der Snuneymuxw), die Malahat (Me'le'xelh Mustimuhw) (im Northern-Straits-Salish-Dialekt SENĆOŦEN (Saanich) jedoch MÁLEXEȽ; werden heute allgemein zu den W̱SÁNEĆ (Saanich)-Völkern gezählt) und die seitens der kanadischen Regierung nicht offiziell als First Nation anerkannten Hwlitsum (Lamalchi/Lamalcha) ("Volk [von der Siedlung] am Hwlitsum (Canoe Pass) und [der Siedlung auf] Lamalchi (Penelakut Island/Kuper Island)").
In einem weiteren Sinne zählten zu den Cowichan (nach Franz Boas) auf Vancouver Island: Clemchemaluts, Comiaken, Halalt, Khenipsen, Kilpanlus, Koksilah, Kuleets, Lilmalche, Malakut, Nanaimo, Penelakut, Quamichan, Siccameen, Snonowas, Somena, Tateke sowie Yekolaos und am unteren Fraser: Chehalis, Chilliwack, Coquitlain, Ewawoos, Katsey, Kelatt, Kwantlin, Matsqui, Musqueam, Nicomen, Ohamil, Pilalt, Popkum, Scowlitz, Siyita, Sewathen, Snonkweametl, Skawawalooks, Squawtits. Sumass, Tait, Tsakuam und Tsenes.

## Geschichte

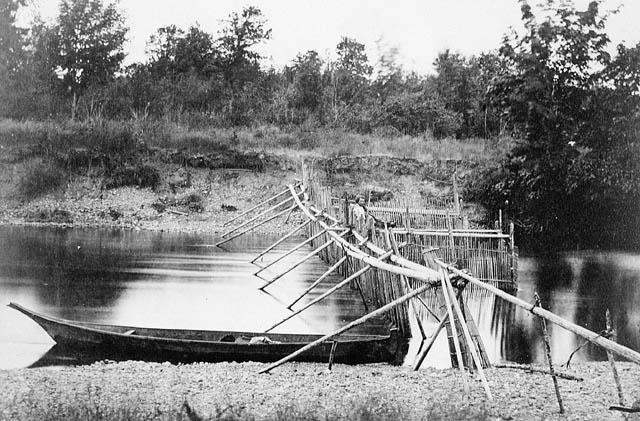
Typisches Lachswehr, hier bei Quamichan am Cowichan River

### Siedlungsgebiet
Ihr ca. 375.000 Hektar (900.000 Acres) großes traditionelles Territorium umfasste das nach ihnen benannte Cowichan Valley entlang des Cowichan River (mit seinen Zuflüssen, dem Quamichan und dem Somenos Creek) und Koksilah River, der Cowichan Bay und den Cowichan Lake (Kwa'mutsun Xatsa) auf Vancouver Island, die Maple Bay, den Shawnigan Lake und erstreckte sich bis zu den Gulf Islands sowie auf dem Festland entlang des Südarms des Fraser River in British Columbia, Kanada. Es gibt einen öffentlichen Diskurs über den Ursprung des Namens „Cowichan“ für die verschiedenen geographischen Bezeichnungen sowie für die beiden heutigen First Nations – die Cowichan (Nachfahren von acht Siedlungsgruppen/Bands: den Kwa'mutsun (Quamichan), Lhumlumluts' (Clem Clemluts), Qw'umiyiqun (Comiekan), S-amuna’ (Somena), Tl'ulpalus (Kilpalus), Xinupsum (Khenipsen), Xwulqw'selu (Koksilah) und Taitka (T'aa'ka).) und die Lake Cowichan. Zumeist wird der Ursprung auf eine Anglisierung von Quw'utsun / Quq'tsun („von der Sonne gewärmtes Land“ bzw. „Warmes Land“) aus dem „Hul'qumi'num (Island)“-Dialekt des Halkomelem (einer Sprache der Küsten-Salish) abgeleitet – manchmal wird jedoch auch die Hul'qumi'num-Bezeichnung für den Mount Tzuhalem als Shkewétsen („warmer Rücken“, oder plastischer „sich auf seiner Seite in der Sonne aalen“) angegeben. Daher waren die dort ansässigen sprachlich-ethnisch eng verwandten – jedoch eigenständigen Siedlungsgruppen (in Kanada meist Bands genannt) – als Quw’utsun Mustimuhw / Quw’utsun Hwulmuhw („Volk des warmen Landes“) bzw. später im Englischen als Cowichan bekannt; auf die benachbarten entlang des gleichnamigen Sees lebenden „Lake Cowichan“, die jedoch eine Dialektvariante der Diditaht-Sprache (einer Südlichen Wakashan-Sprache die auch von Ditidaht und Pacheedaht gesprochen wurde) sprachen, wurde ebenfalls die Bezeichnung übertragen, jedoch nennen diese sich Ts'uubaa-asatx („Volk entlang des Sees, d. h. des Cowichan Lakes“). Die Cowichan Tribes bewohnten mindestens zwölf Winterdörfer, wobei sie das Gebiet als gemeinsamen Besitz betrachteten. Dennoch hatte jede Familie ihre eigenen Fischgebiete. Vor allem das Gebiet am Koksilah River zwischen Duncan und der Cowichan Bay war dicht besiedelt. Die Flüsse dienten den indigenen Völkern als Wasserstraßen für Transport- und Handelsbewegungen und lieferten die Lebensgrundlagen, z. B. Lachse (Lachse waren für die Cowichan Tribes heilig) und Forellen. Die Salish Sea in der Cowichan Bay war reich an Schalentieren, Meerespflanzen und Meeressäugern.

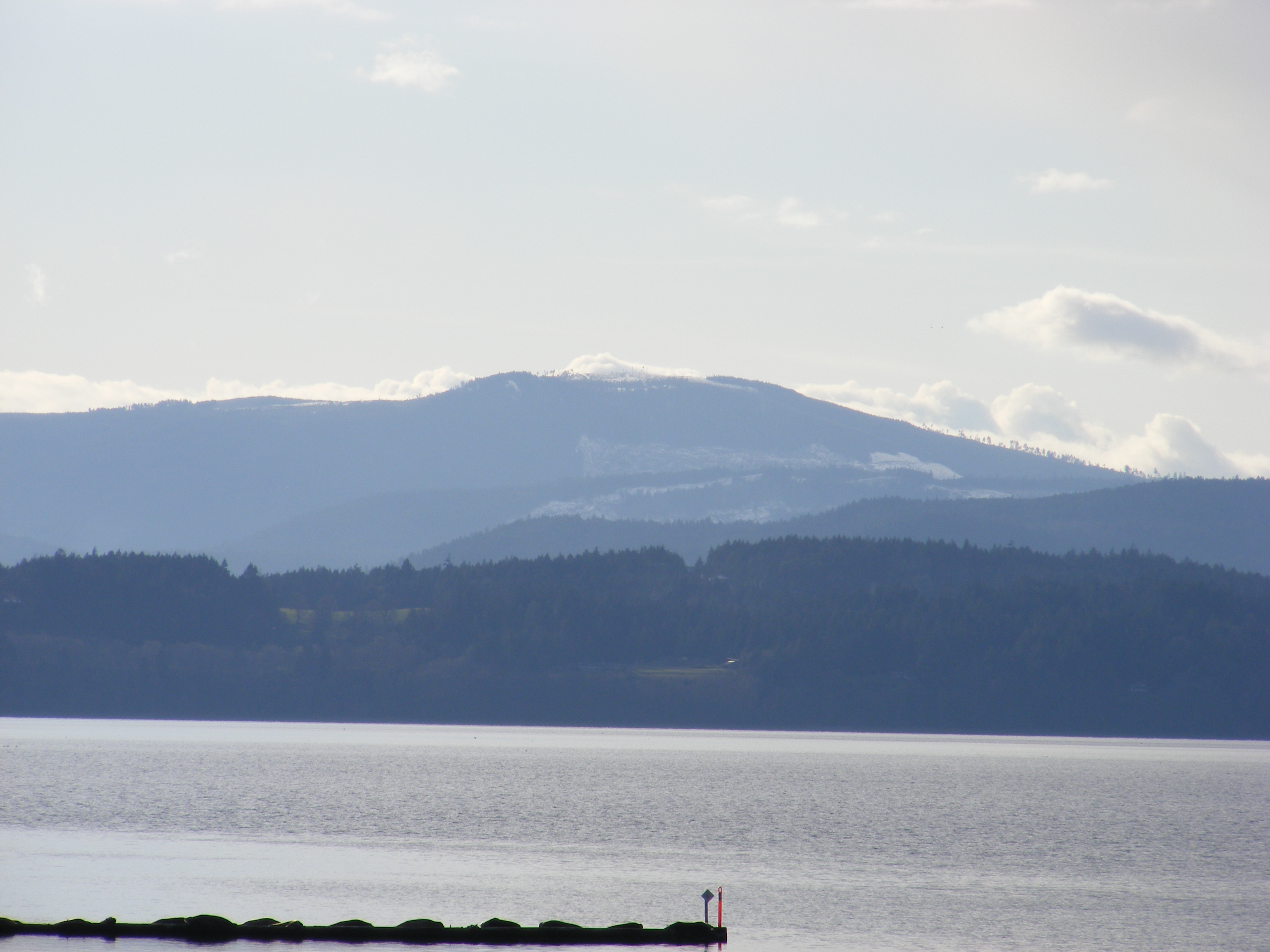
Kosilah Ridge

Die Kiefern- und Eichenwälder – ermöglichten das Wachstum von mehreren essbaren Pflanzen – die sowohl für Wildtiere als auch für die dort siedelnden indigenen Stämme wichtig waren – wie die süßlich-schokoladig schmeckenden essbaren Zwiebeln der Sprenkel-Schachblume (chocolate lily), der trotz seiner Giftigkeit als Wildsalat oder Gemüse gegessene Adlerfarn sowie Quamash (Unterart: Camassia quamash subsp. quamash) (Qém'es mit der Bedeutung „süß“ ist die Bezeichnung der Nez Percé (Nimi'ipuu) für die essbare Zwiebel der Pflanze, die gesammelt und als Nahrungsquelle verwendet wurde sowie ein begehrtes Handelsgut war) – ergänzend sind die mild-süßen essbaren Eicheln der Oregon-Eiche (in Kanada Garry Oak genannt) selbst zu nennen. Zudem trugen Wurzeln, Blätter und Beeren ebenso viel zur Ernährung bei wie der Fischfang und die Jagd. Die Wälder und insbesondere Quamash  waren hier wie im ganzen Küstengebiet im Süden von Vancouver Island so stark verbreitet, so dass 1859 Oliver Wells berichtete, als er das Cowichan Valley untersuchte, dass „45,000 acres“ als „superior agricultural districts“ gelten konnten und dass das Land wohl für die Versorgung von 500 bis 600 Siedlerfamilien ausreichen würde.

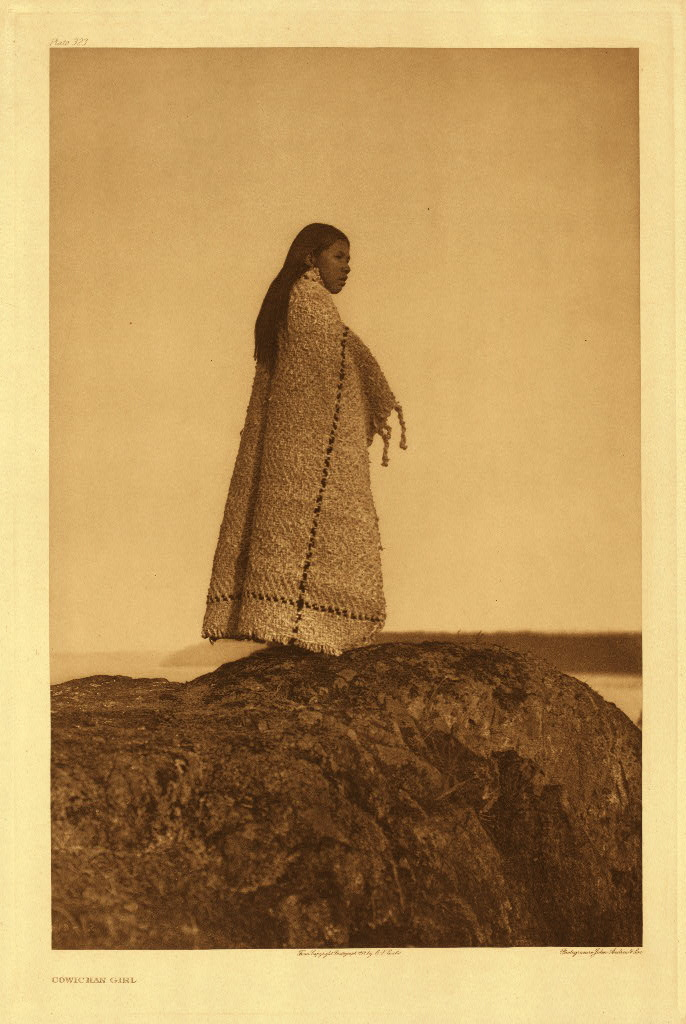
Cowichan-Mädchen, Edward Curtis 1913

An der Cowichan Bay standen zwei Dörfer am Nordende, nahe an der Mündung des Cowichan River, zwei am Südende, nahe der Stelle, wo sich heute der Ort Cowichan Bay befindet. Das nördlichste Dorf, Xinepsem, stand bei Green Point, an der Mündung des Nordarms des Cowichan River. Edward Curtis berichtete 1912 von 9 Häusern mit 15 Familien. Außerdem vermerkt er, das Dorf sei 1850 erbaut worden. Die Bewohner sind wohl vom Nordende von Galiano Island geflohen, um den Raubfahrten der südlichen Kwakwaka'wakw zu entkommen. Nahe dem Südarm des Cowichan River lag das Dorf Shts'ets'mínes. Curtis berichtet von drei Häusern. Am Südende der Cowichan Bay standen zwei Dörfer. Th'íth'xwemksen stand wenig nördlich des heutigen Cowichan Bay. Es war eng verbunden mit dem Penelakut-Dorf gleichen Namens am Cayetano Point auf Valdes Island. Die Cowichan Bay ist heute Teil von Theik No. 2. Das zweite Dorf hieß Tl'ulpalus (Kilpalus) bzw. Tl'elpóles. Es reichte von Cowichan Bay südwärts bis Kil-pah-las No. 3. Curtis berichtet von vier Häusern.

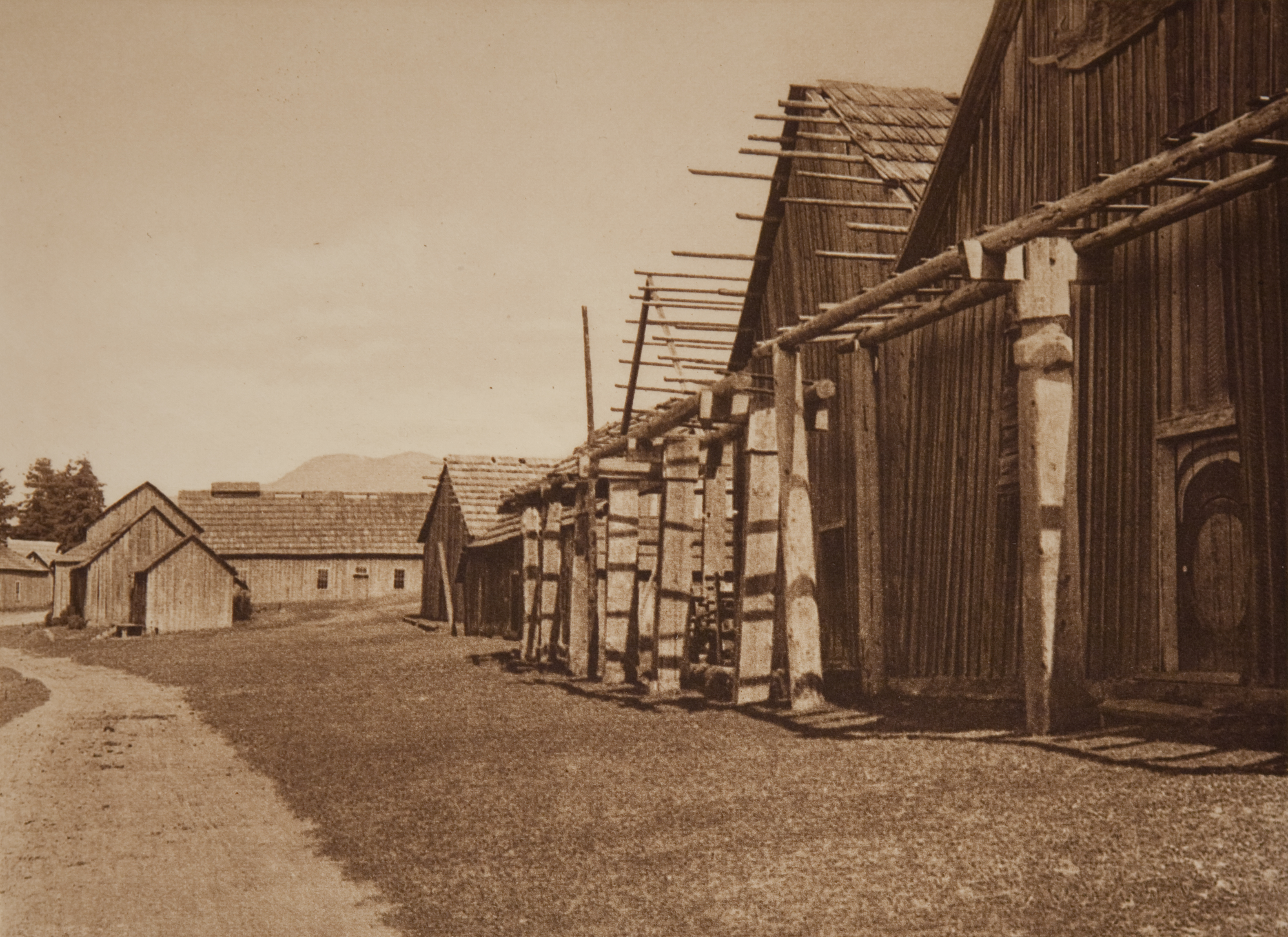
Qamutsun, 1912 von Edward Curtis fotografiert

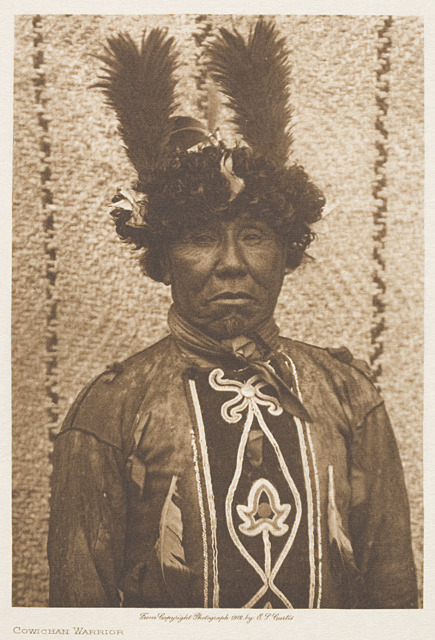
Cowichan, 1912 von Edward Curtis fotografiert

Flussaufwärts von Green Point, am Nordarm des Cowichan, lag das Winterdorf Qw'umiyiqun (Comiekan) bzw. Kwiemiyaken (Comiaken). Letzterer Name bezieht sich auf die Gegend um den Comiaken Hill und die von Pater Peter Rondeault in den frühen 1860er Jahren erbaute Steinkirche. 1850 bestand das Dorf aus vier Langhäusern und ungefähr 50 Familien. An der Verbindung des mittleren Arms des Cowichan River, der zum Koksilah River führt, standen vier Dörfer.
Die Siedlung Lhumlumluts' (Clem Clemluts) bzw. Lhemlhémelets (Clemclemalits) oder Clem Clem war mit zehn Langhäusern eines der größten Dörfer. Südlicher Nachbarort war Xwkwó7kwxnets, nördlicher T'aat'ka7 (Shallon-Scheinbeere oder Hohe Rebhuhnbeere). Es bestand aus vier Langhäusern und war aufs engste mit dem Lyackson-Dorf am Shingle Point verbunden. Dazu kam das kleine Dorf Kwthothines mit nur einem oder zwei Häusern, auf der anderen Seite des Flusses, gegenüber von Taitka (T'aa'ka) bzw. T'aat'ka7. Am Koksilah River, dort wo der Highway den Fluss überquert, lag das Dorf Xwulqw'selu (Koksilah), das heute anglisiert Koksilah heißt und dessen Name auf den Fluss übergegangen ist. 1860 bestand es aus sieben Langhäusern, 1912 allerdings nur noch aus drei. Die Bewohner besaßen ein saisonal zum Fischfang benutztes Dorf namens Xtémten (Marble Falls) am oberen Koksilah River.
Das größte Dorf Kwa'mutsun (Quamichan) lag auf halbem Weg zwischen der Cowichan Bay und dem heutigen Duncan; Curtis berichtet von 32 Langhäusern. 1853 müssen dort mindestens 1.700 Menschen gelebt haben. Das Dorf zog sich rund 5 km am Cowichan River entlang – vom Quamichan Creek fast bis zum Comiaken-Dorf.
Oberhalb der Silver Bridge und westlich des Highway befindet sich das Dorf S-amuna’ (Somena) oder S7ómene. Es grenzt direkt an den Süden der Stadt Duncan und heißt bis heute Somena Village. Curtis (1913, 175) berichtet von zehn Häusern, doch weiß die mündliche Überlieferung von mehr. Von hier reisten die Cowichan bis zum Fraser River und Point Roberts, aber auch bis zur Koksilah Ridge im Süden und dem Lake Cowichan im Westen. 6 km oberhalb von Somena gab es keine Besiedlung, außer den saisonal genutzten Fischereidörfern. Dort befindet sich z. B. das 6,5 ha große Reservat Tzart-lam No. 5.
Skutz Falls, 35 km oberhalb von Somena, hieß ursprünglich Skwets („Wasserfall“). Dort, wo sich zahlreiche Indianer, auch anderer Stämme, zur Jagd trafen, liegen heute die Reservate Skutz No. 7 und Skutz No. 8. Hier trafen sich Angehörige der Lake Cowichan, Cowichan, Halalt, Ditidaht und Pacheedaht. Cowichan Lake war ein Treffpunkt der Cowichan und der Ditidaht, an den Wasserfällen standen mehrere Häuser. Auch wurden hier Ehen vereinbart.

### Raubzüge aus dem Norden
Wie die meisten Küsten-Salish, so litten auch die Cowichan unter den Raubzügen der nördlichen Pazifikvölker, sowie der Nachbarn auf Vancouver Island. An der Maple Bay befand sich ein Dorf namens Xinupsum (Khenipsen) bzw. Xwtl'epn´ts, ein kleines Saison-Dorf mit wenigen Häusern. Hier fand die letzte Schlacht zwischen den Küsten-Salish und den südlichen Kwakwaka'wakw, vor allem den Lekwiltok, im Jahr 1840 statt. Mit der Pockenepidemie von 1862 endeten diese Raubzüge schlagartig.

### McKenna-McBride-Kommission
Als die McKenna-McBride-Kommission ab 1913 die Reservate aufsuchte, schlug sie vor, dass von den Reservaten des „Comox Tribe“, „No.1-Cowichan, 5723.00 acres; No.2-Theik, 75.00 acres; No.3-Kilpahlas, 51.00 acres; No.4-Est Patrolas (Rogers Lake), 75.00 acres; No.5-Tzartlam, 16.00 acres; No.6-Kakalatza, 24.00 acres; No.7-Skutz (A), 18.00 acres; No.8-Skutz (B), 40.00 acres; No.9-Cowichan, 48.66 acres“ nichts abgetrennt werden sollte. Doch zog sie von No. 8 genau 2,82 Acre zugunsten der Canadian Northern Pacific Railway ein. Rechtskraft erhielten diese Vorschläge der Kommission erst 1923.

## Aktuelle Situation und Reservate
Die „Cowichan Tribes“ sind mit 5.278 (Dezember 2021) Mitgliedern einer der größten Küsten-Salish-Stämme (First Nations). Die meisten der neun heutigen Reservate liegen im unteren Cowichan Valley zwischen Duncan und der Cowichan Bay und umfassen eine Landfläche von derzeit 2.400 Hektar (5.900 Acres). Von den 5.278 (Dezember 2021) Stammesmitgliedern lebten 2.593 in ihren eigenen Reservaten, 331 in anderen Reservaten sowie 2.354 außerhalb von Reservaten. Die neun Reservate sind:
- Cowichan 1, Cowichan District, mit 2.292,7 ha
- Theik 2 (Hul'qumi'num: Thiq), Cowichan District, am Südufer der Cowichan Bay, an der Ostküste von Vancouver Island mit 30,3 ha
- Kil-pah-las 3 (Hul'qumi'num: Tl'lulpalus), am Südufer der Cowichan Bay, an der Ostküste von Vancouver Island, mit 20,6 ha
- Est-Patrolas 4 (Hul'qumi'num: Quli’lum), Shawinagan District, südlich der Cowichan Bay, mit 27,8 ha
- Tzart-lam 5 (Hul'qumi'num: Ts’alha’um), Sahtlam District, auf linken Ufer des Cowichan River, Vancouver Island, mit 6,5 ha
- Kakalatza 6 (Hul'qumi'num: Quyxuletse’), Shatlam District, am linken Ufer des Cowichan River, mit 8,0 ha
- Skutz 7 (Hul'qumi'num: Skwutz), Cowichan Lake District, am linken Ufer des Cowichan River bei Skutz Canyon, mit 7,3 ha
- Skutz 8 (Hul'qumi'num: Skwutz), Cowichan Lake District, am linken Ufer des Cowichan River bei Skutz Canyon, mit 14,9 ha
- Cowichan 9, Cowichan District, nahe der Mündung des Koksilak River an der Cowichan Bay, 17,9 ha[7]